# فرودگاه بین‌المللی پورت هارکورت
 فرودگاه بین‌المللی پورت هارکورت (به انگلیسی: Port Harcourt International Airport) یک فرودگاه همگانی با کد یاتا PHC است که یک باند فرود آسفالت دارد و طول باند آن ۳۰۰۱ متر است. این فرودگاه در کشور نیجریه قرار دارد و در ارتفاع ۲۷ متری از سطح دریا واقع شده است.

## شرکت‌های هواپیمایی و مقصدهای پروازی

### مسافری
| شرکت‌های هواپیمایی    | مقصدهای پروازی                         |
| -------------------- | -------------------------------------- |
| Aero Contractors     | ننامدی آزیکیوه، مرتلا محمد             |
| ایر فرانس            | ننامدی آزیکیوه، شارل دوگل پاریس        |
| Air Peace            | ننامدی آزیکیوه، مرتلا محمد             |
| آریک ایر             | ننامدی آزیکیوه، مرتلا محمد، لیبرویله   |
| Cronos Airlines      | مالابو                                 |
| دانا ایر             | ننامدی آزیکیوه، مرتلا محمد             |
| Discovery Air        | ننامدی آزیکیوه، مرتلا محمد، اکوا ایبوم |
| First Nation Airways | مرتلا محمد                             |
| لوفت‌هانزا            | ننامدی آزیکیوه، فرانکفورت              |
| Med-View Airline     | مرتلا محمد                             |

### باری
| شرکت‌های هواپیمایی      | مقصدهای پروازی     |
| ---------------------- | ------------------ |
| ایر فرانس              | شارل دوگل پاریس    |
| AV Cargo Aviation      | لیژ                |
| کارگولوکس              | لوگزامبورگ - فیندل |
| Nordic Global Airlines | اوستند-بروگس       |